# Karl Mildenberger
Karl Mildenberger (ur. 23 listopada 1937 w Kaiserslautern, zm. 5 października 2018 tamże) – niemiecki bokser zawodowy, mistrz Europy w wadze ciężkiej.

## Zarys kariery sportowej
Był mistrzem Europy w latach 1964–1968. Zdobył wakujący tytuł, wygrywając z Santo Amontim, następnie skutecznie bronił go sześć razy (walcząc po dwa razy z Piero Tomasonim i Gerhardem Zechem oraz jednokrotnie z Ivanem Prebegiem i Billym Walkerem), a stracił przegrywając z Henrym Cooperem. Po tej walce zakończył karierę.
Najważniejszą walkę stoczył 10 września 1966 z Muhammadem Ali o mistrzostwo świata. Przegrał ją jednak w 12. rundzie, wskutek przerwania walki przez sędziego.
Mildenberger pokonał m.in. Pete Rademachera, zremisował z Zorą Folleyem, a przegrał z Oscarem Bonaveną i Leotisem Martinem.
Stoczył 62 walki, z których wygrał 53, przegrał 6, a zremisował 3.

## Odznaczenia
- Order Zasługi Nadrenii-Palatynatu